# Sayed Hasan Rezai
Sayed Hasan Rezai es un deportista afgano que compitió en taekwondo. Ganó una medalla de bronce en el Campeonato Mundial de Taekwondo de 2009, en la categoría de –58 kg.

## Palmarés internacional
| Campeonato Mundial | Campeonato Mundial     | Campeonato Mundial | Campeonato Mundial |
| Año                | Lugar                  | Medalla            | Categoría          |
| ------------------ | ---------------------- | ------------------ | ------------------ |
| 2009               | Copenhague (Dinamarca) | Medalla de bronce  | –58 kg             |